# Mousa ben Sulayman al-Tinmali
Mousa ben Sulayman at-Tinmali est un cheikh almohade originaire de la tribu des Ahl Tinmel du Haut Atlas marocain. Membre du Conseil des Cinquante, il est le beau-père du calife Abd al-Mumin. Sa fille Safiya est la femme d'Abd al-Mumin, et la mère du futur calife Abu Yaqub Yusuf, et du sayyid Abou-Hafs Omar. Mousa est donc le grand-père maternel du calife Abu Yaqub Yusuf.
Mousa appartenait à une famille de chefs et de notables de Tinmel. Il était le lieutenant de Marrakech lorsque Abd al-Mumin sortait de la ville. Lors de son départ pour la célèbre campagne des sept ans se concluant par la prise de Marrakech, Abd al-Mumin donne le commandement de Tinmel, berceau des Almohades, à Mousa ben Sulayman.

#### Francophone
- Institut des Hautes Etudes Marocaines, Hespéris : Archives berbères et bulletin de l'Institut des Hautes Etudes Marocaines, 1930 (lire en ligne)